# Girvan
Girvan (gaèlic escocès: Inbhir Gharbhain, traduït com: "desembocadura del riu Girvan") és un burgh a Carrick, consell del South Ayrshire, Escòcia. Girvan està situat a la costa est del Firth of Clyde, amb una població de prop de 6.700. Es troba a 34 km al sud d'Ayr, i 47 km al nord de Stranraer, el principal port de ferry d'Escòcia a Irlanda del Nord.

## Història
Girvan era originalment un port pesquer. En 1668, es va convertir en un burgh municipal incorporat per carta.
L'obertura dels ferrocarrils, inicialment amb el ferrocarril Maybole i Girvan a finals de la dècada de 1850, va encoratjar el desenvolupament de Girvan com a balneari amb platges i penya-segats. Vacances aquí des de 1855 fins a 1941 eren Robert i Elizabeth Gray i els seus fills; particularment Alice i Edith Gray. La família, liderada principalment per Elizabeth i Alice, va crear col·lectius de fòssils organitzats científicament per a diversos museus com el Museu d'Història Natural.
El poble és ara servit per l'estació de tren de Girvan.
Just al nord del poble hi ha una destil·leria de William Grant & Sons que es va obrir el 1964. Hi ha una fàbrica de Nestlé que fabrica xocolata que és enviada a York i que s'utilitza en els bars de Kit Kat i Yorkie.

## Instal·lacions locals i festivals
La gala Girvan RNLI alberga cada estiu normalment al juliol, aquest any té lloc el 15 de juliol de 2018, amb música, parades, fira divertida, exhibicions de rescat, serveis d'emergència, l'estació de salvament salvavides Girvan ha rebut recentment el seu nou vaixell salvavides amb classe Shannon Clima per jets d'aigua convertint-se en el vaixell més manejable i capaç de tota la flota de la flota, 13-23 Elizabeth i Gertrude Allan és la segona botiga salvavides Classe Shannon a Escòcia i la primera a la costa oest.
El Festival de Música Popular de Girvan té lloc el primer cap de setmana de maig de cada any. Girvan també té un club de música folk.
The Lowland Gathering té lloc el primer diumenge de juny de cada any al Parc Victory, al centre de la ciutat.
El Festival de la llum anual es realitza a l'octubre amb un projecte de llanterna de sis setmanes que dona com a resultat el desembarcament del riu de la llum i la seva actuació a la vora del mar. El projecte de la llanterna de tardor és una celebració de les lanternes i la gent de Carrick.

## Esglésies
Girvan has a Roman Catholic church, "Sacred Hearts of Jesus and Mary", built around 1863. The Church is in Harbour Lane, situated between Louisa Drive and Henrietta Street, close to the junction with Ailsa Street West.
Girvan has two Church of Scotland congregations: Girvan North Parish Church in Montgomerie Street (with a spire over 100 feet tall) and Girvan South Parish Church.
Milestone Christian Fellowship, a local congregation which began meeting in Girvan's Community Centre in 2005, moved into a redeveloped nightclub on Bridge Street in 2016. Milestone is a member of the Baptist Union of Scotland.
The town's Episcopalian congregation of St John was closed in 2014: they had been using the town's Methodist church building for services after their building became unusable in 2009.